# C.P. Jürgensens mekaniske Etablissement
C.P. Jürgensens mekaniske Etablissement var en banebrydende dansk virksomhed, som fremstillede finmekaniske instrumenter og senere apparatur til elektricitet.
Virksomheden begyndte, da østrigeren Edvard Jünger i 1852 grundlagde en instrumentmagerforretning i København, og da Jünger 1869 forlod Danmark i nogle år, overtog C.P. Jürgensen det ansete etablissement, som han førte frem til at blive det mest navnkundige firma i Norden inden for fabrikationen af optiske, geodætiske og nautiske instrumenter. Jürgensen engagerede sig bl.a. i fremstillingen af Rasmus Malling-Hansens skrivekugle, og tog i 1872 tog patent på skrivekuglen sammen med Malling-Hansen.
Jürgensens instrumenter var især skattede på grund af deres nøjagtighed. Han leverede bl.a. strømfordelingsborde og distancemålere til den danske marine og instrumenter til Generalstabens topografiske Afdeling, Sveriges og Norges torpedovæsen, Københavns Universitets Astronomiske Observatorium i København og videnskabsmænd hjemme og ude. På en række udstillinger i udlandet vandt etablissementet 1. klasses medaljer.
Da elektriciteten fik større betydning på belysningsområdet omlagde og udvidede Jürgensen firmaets virksomhed, så at det i 1880'erne stod for etableringen af mange store nye installationsarbejder. 1887 overgik firmaet til et aktieselskab, C.P. Jürgensens mekaniske Etablissement, med tre direktører, af hvilke Jürgensen var den ene. Sammen med Siemens & Halske sluttede etablissementet 1890 kontrakt med Københavns Magistrat om etableringen af en centralstation, byens første elektricitetsværk i Gothersgade.
Jürgensen manglede dog evner som forretningsmand, etablissementet mødte økonomiske vanskeligheder, og situationen blev ikke bedre, da det satsede på fremstilling af cykler. Aktieselskabet gik konkurs i 1906.
I vejviseren for København fra 1865 optræder "Jünger's Prof. mek. Etabl Elektriske Lys Kompagni" på adressen Sortedam Dossering 37. Denne villa er i dag revet ned. Selskabet lå senere i Møllegade, også på Nørrebro.
Både H.P. Prior, Jacob Ellehammer og Frederik Axel Thiele fik deres uddannelse i C.P. Jürgensens mekaniske Etablissement.